# Ian Ousley
Ian Ousley, né le 28 mars 2002, est un acteur américain. Il est surtout connu pour son interprétation de Sokka dans Avatar : Le dernier maître de l'air , l' adaptation live-action de la série Nickelodeon du même nom .

## Biographie
Ian Ousley est né le 28 mars 2002 à College Station, au Texas. Il a commencé à pratiquer le taekwondo à l'âge de 9 ans et a participé à des compétitions nationales pendant cinq ans, obtenant plus tard une ceinture noire de troisième degré en 2018. Il est apparu dans 3 épisodes de 13 Reasons Why en 2019 et 2020.
En août 2021, Ousley a été choisi pour incarner Sokka dans l' adaptation live-action d' Avatar : Le dernier maître de l'air. Lorsque son casting a été annoncé, une biographie officielle le décrivant comme un « métis amérindien» et un « membre de la tribu Cherokee » a été publiée.Cependant, le Cherokee Phoenix a rapporté plus tard qu'il n'est citoyen d'aucune des trois tribus Cherokee reconnues au niveau fédéral aux États-Unis, mais qu'il est plutôt membre de la Southern Cherokee Nation of Kentucky, une organisation qui s'identifie comme une tribu. L'organisation a reçu une certaine reconnaissance au niveau de l'État et de la municipalité du Kentucky, mais n'est pas reconnue comme une tribu par le gouvernement de l'État, le gouvernement fédéral ou l'une des trois tribus Cherokee reconnues au niveau fédéral.

## Carrière
En 2019, il interprète Robby Corman dans la série télévisée 13 Reasons Why, un survivant d'agression sexuelle et membre du groupe Hands off Our Bodies.
En 2021, il est choisi pour incarner Sokka dans la série Netflix Avatar : le Dernier Maître de l'Air.

## Filmographie

### Télévision
- 2019 : Sorry for Your Loss : Brayden
- 2020 : Young Sheldon : Jeremy
- 2019–2020 : 13 Reasons Why : Robby Corman (3 épisodes)
- 2021 : Big Shot : Bodhi
- 2021 : Physical : Zeke Breem (4 épisodes)[7]
- 2024 : Avatar : le Dernier Maître de l'Air : Sokka (8 épisodes)